# David Dellinger
David Dellinger (ur. 22 sierpnia 1915 w Wakefield, zm. 25 maja 2004 w Montpelier) – amerykański pacyfista, jeden z członków nieformalnej grupy Chicago Eight.

## Życiorys
Uprawiał biegi długodystansowe oraz przełajowe, w 1936 roku ukończył studia ekonomiczne na Uniwersytecie Yale, jako student został aresztowany podczas uczestniczenia w marszu na rzecz związków zawodowych. Odbył następnie podróż po Europie, odwiedzając Niemcy oraz ogarniętą wojną domową Hiszpanię. Po powrocie do Stanów Zjednoczonych odbywał podróże po kraju, zapisał się następnie do Union Theological Seminary.
Po wprowadzeniu poboru do wojska w 1940 roku Dellinger odmówił rejestracji do poboru, za co został skazany na rok pozbawienia wolności; wyrok odbywał w więzieniu federalnym. W grudniu 1941 roku Stany Zjednoczone przystąpiły do II wojny światowej, tym razem także odmówił wstąpienia do armii, spędzając kolejne dwa lata w więzieniu. Po wyjściu na wolność wspólnie z innymi pacyfistami A. J. Mustem oraz Dorothy Day tworzył czasopismo „Direct Action”, na łamach którego krytykował atak atomowy na Hiroszimę i Nagasaki, redagował także inne, pomniejsze czasopisma. Potępiał także wojnę koreańską, opowiadał się natomiast za niepodległością Portoryko.
W 1967 roku zorganizował marsz przeciwko wojnie wietnamskiej, składał także wizyty w Chińskiej Republice Ludowej oraz w Demokratycznej Republice Wietnamu. Zaangażował się w działalność antywojennej organizacji National Coordinating Committee to End the War in Vietnam, odpowiedzialnej za organizowanie antywojennych protestów. Za swoją działalność wraz z siedmioma innymi osobami został oskarżony o podżeganie do zamieszek. W 2001 roku przybył do kanadyjskiego miasta Quebec, gdzie protestował przeciwko utworzeniu wolnego obszaru celnego.
Autor autobiografii From Yale to Jail z 1996 roku. Zmarł 25 maja 2004 roku w domu spokojnej starości w Montpelier, przyczyną śmierci było zapalenie płuc.

## Życie prywatne
Był synem prawnika. Żonaty, miał pięcioro dzieci (trzech synów i dwie córki).